# Grand Prix Francie 1998
Grand Prix Francie 1998 (LXXXIV Mobil 1 Grand Prix de France) osmý závod 49. ročníku mistrovství světa jezdců Formule 1 a 41. ročníku poháru konstruktérů, historicky již 622. grand prix, se uskutečnila na okruhu Circuit de Nevers Magny-Cours.

## Výsledky

### Kvalifikace
| Pořadí | Číslo | Pilot                 | Konstruktér           | Čas      | Odstup |
| ------ | ----- | --------------------- | --------------------- | -------- | ------ |
| 1      | 8     | Mika Hakkinen         | McLaren – Mercedes    | 1:14.929 |        |
| 2      | 3     | Michael Schumacher    | Ferrari               | 1:15.159 | +0.230 |
| 3      | 7     | David Coulthard       | McLaren – Mercedes    | 1:15.333 | +0.404 |
| 4      | 4     | Eddie Irvine          | Ferrari               | 1:15.527 | +0.598 |
| 5      | 1     | Jacques Villeneuve    | Williams – Mecachrome | 1:15.630 | +0.701 |
| 6      | 10    | Ralf Schumacher       | Jordan – Mugen-Honda  | 1:15.925 | +0.996 |
| 7      | 9     | Damon Hill            | Jordan – Mugen-Honda  | 1:16.245 | +1.316 |
| 8      | 2     | Heinz-Harald Frentzen | Williams – Mecachrome | 1:16.319 | +1.390 |
| 9      | 5     | Giancarlo Fisichella  | Benetton – Playlife   | 1:16.375 | +1.446 |
| 10     | 6     | Alexander Wurz        | Benetton – Playlife   | 1:16.460 | +1.531 |
| 11     | 14    | Jean Alesi            | Sauber – Petronas     | 1:16.627 | +1.698 |
| 12     | 12    | Jarno Trulli          | Prost – Peugeot       | 1:16.892 | +1.963 |
| 13     | 15    | Johnny Herbert        | Sauber – Petronas     | 1:16.977 | +2.048 |
| 14     | 18    | Rubens Barrichello    | Stewart – Ford        | 1:17.024 | +2.095 |
| 15     | 19    | Jos Verstappen        | Stewart – Ford        | 1:17.604 | +2.675 |
| 16     | 11    | Olivier Panis         | Prost – Peugeot       | 1:17.671 | +2.742 |
| 17     | 16    | Pedro Diniz           | Arrows                | 1:17.880 | +2.951 |
| 18     | 20    | Ricardo Rosset        | Tyrrell – Ford        | 1:17.908 | +2.979 |
| 19     | 17    | Mika Salo             | Arrows                | 1:17.970 | +3.041 |
| 20     | 21    | Toranosuke Takagi     | Tyrrell – Ford        | 1:18.221 | +3.292 |
| 21     | 22    | Šindži Nakano         | Minardi – Ford        | 1:18.273 | +3.344 |
| 22     | 23    | Esteban Tuero         | Minardi – Ford        | 1:19.146 | +4.217 |

### Závod
| Pořadí | Číslo | Jezdec                | Konstruktér         | Kola | Čas/odstoupení | Start | Body |
| ------ | ----- | --------------------- | ------------------- | ---- | -------------- | ----- | ---- |
| 1      | 3     | Michael Schumacher    | Ferrari             | 71   | 1:34:45.026    | 2     | 10   |
| 2      | 4     | Eddie Irvine          | Ferrari             | 71   | +19.575        | 4     | 6    |
| 3      | 8     | Mika Häkkinen         | McLaren-Mercedes    | 71   | +19.747        | 1     | 4    |
| 4      | 1     | Jacques Villeneuve    | Williams-Mecachrome | 71   | +1:06.965      | 5     | 3    |
| 5      | 6     | Alexander Wurz        | Benetton-Playlife   | 70   | +1 kolo        | 10    | 2    |
| 6      | 7     | David Coulthard       | McLaren-Mercedes    | 70   | +1 Lap         | 3     | 1    |
| 7      | 14    | Jean Alesi            | Sauber-Petronas     | 70   | +1 kolo        | 11    |      |
| 8      | 15    | Johnny Herbert        | Sauber-Petronas     | 70   | +1 kolo        | 13    |      |
| 9      | 5     | Giancarlo Fisichella  | Benetton-Playlife   | 70   | +1 kolo        | 9     |      |
| 10     | 18    | Rubens Barrichello    | Stewart-Ford        | 69   | +2 kola        | 14    |      |
| 11     | 11    | Olivier Panis         | Prost-Peugeot       | 69   | +2 kola        | 16    |      |
| 12     | 19    | Jos Verstappen        | Stewart-Ford        | 69   | +2 kola        | 15    |      |
| 13     | 17    | Mika Salo             | Arrows              | 69   | +2 kola        | 19    |      |
| 14     | 16    | Pedro Diniz           | Arrows              | 69   | +2 kola        | 17    |      |
| 15     | 2     | Heinz-Harald Frentzen | Williams-Mecachrome | 68   | Zavěšení       | 8     |      |
| 16     | 10    | Ralf Schumacher       | Jordan-Mugen-Honda  | 68   | +3 kola        | 6     |      |
| 17     | 22    | Šindži Nakano         | Minardi-Ford        | 65   | Motor          | 21    |      |
| Ret    | 21    | Toranosuke Takagi     | Tyrrell-Ford        | 60   | Motor          | 20    |      |
| Ret    | 12    | Jarno Trulli          | Prost-Peugeot       | 55   | Vyjetí z tratě | 12    |      |
| Ret    | 23    | Esteban Tuero         | Minardi-Ford        | 41   | Převodovka     | 22    |      |
| Ret    | 9     | Damon Hill            | Jordan-Mugen-Honda  | 19   | Hydraulika     | 7     |      |
| Ret    | 20    | Ricardo Rosset        | Tyrrell-Ford        | 16   | Hydraulika     | 18    |      |

## Průběžné pořadí šampionátu
Pohár jezdců
| Pořadí | Jezdec             | Body |
| ------ | ------------------ | ---- |
| 1      | Mika Häkkinen      | 50   |
| 2      | Michael Schumacher | 44   |
| 3      | David Coulthard    | 30   |
| 4      | Eddie Irvine       | 25   |
| 5      | Alexander Wurz     | 14   |

Pohár konstruktérů
| Pořadí | Konstruktér         | Body |
| ------ | ------------------- | ---- |
| 1      | McLaren-Mercedes    | 80   |
| 2      | Ferrari             | 69   |
| 3      | Benetton-Playlife   | 27   |
| 4      | Williams-Mecachrome | 19   |
| 5      | Stewart-Ford        | 5    |